# Synalpheus
Synalpheus är ett släkte av kräftdjur. Synalpheus ingår i familjen Alpheidae.

## Dottertaxa tillSynalpheus, i alfabetisk ordning[1]
- Synalpheus agelas
- Synalpheus albatrossi
- Synalpheus apioceros
- Synalpheus biunguiculatus
- Synalpheus bousfieldi
- Synalpheus brevicarpus
- Synalpheus brevifrons
- Synalpheus brooksi
- Synalpheus charon
- Synalpheus coutierei
- Synalpheus disparodigitus
- Synalpheus dominicensis
- Synalpheus fritzmuelleri
- Synalpheus goodei
- Synalpheus grampusi
- Synalpheus heardi
- Synalpheus hemphilli
- Synalpheus herricki
- Synalpheus lockingtoni
- Synalpheus longicarpus
- Synalpheus macclendoni
- Synalpheus macromanus
- Synalpheus minus
- Synalpheus mulegensis
- Synalpheus pandionis
- Synalpheus paraneomeris
- Synalpheus paraneptunus
- Synalpheus pectiniger
- Synalpheus rathbunae
- Synalpheus redatocarpus
- Synalpheus sanctithomae
- Synalpheus scaphoceris
- Synalpheus streptodactylus
- Synalpheus tanneri
- Synalpheus thai
- Synalpheus townsendi